# آنگلو-آمریکایی
مردم آنگلو-آمریکایی (Anglo-Americans) یا آنگلو-آمریکن‌ها به ساکنان انگلیسی زبان انگلیس و آمریکا گفته می‌شود. این اصطلاح به‌طور معمول به کشورها و گروه‌های قومی آمریکایی اشاره دارد که زبان انگلیسی را به عنوان زبان مادری صحبت می‌کنند و نیز بیشتر افرادی که زبان انگلیسی را به عنوان زبان مادری به کار می‌برند. این اصطلاح در طول جنگ مکزیک و آمریکا برای تمایز افراد انگلیسی زبان آمریکایی و افرادی که زبان اسپانیایی ساکن در غرب آمریکا به کار رفت.

## کاربرد
اصطلاح آنگلو-آمریکن یک اصطلاح مبهم است و به روش‌های مختلفی مورد استفاده قرار می‌گیرد. در حالی که به‌طور عمده برای اشاره به مردمان دارای ریشه بریتانیایی از اصطلاحاتی مانند آنگلو،، Anglic، Anglophone و Anglophonic استفاده می‌شود، آنگلوآمریکایی‌ها برای اشاره به مردم آمریکای شمالی یا همه مردم دارای منشأ اروپایی که صرف نظر از نژاد و زبانشان در دنیای انگلیسی زبان مدرن زندگی می‌کنند اشاره می‌کند. بنابراین، یک فرد، به عنوان مثال، از تبار چینی که فرهنگ آمریکایی یا کانادایی را تصویب می‌کند، انگلیسی زبان انگلیسی Anglo-American, Anglic, Anglophone, Anglo یا انگلیسی Anglophone را در بر می‌گیرد. مردم اسپانیایی زبان چینی که در آمریکا اسپانیایی زندگی می‌کنند، که «اسپانیایی» خواهند بود؛ بنابراین، آنگلو آمریکا، زبان انگلیسی، آمریکایی انگلیسی، آمریکا، انگلو یا انگلیسیون آمریکایی می‌توانند به کسانی که خانواده هایشان بدون در نظر گرفتن نژاد و قومیت، در آمریکا، انگلیسی زبان، مناطق انگلیسی زبان کارائیب، بلیز و گایان، از جمله زبانهای آفریقایی. 